# Obidim
Obidim (bułg. Обидим) – wieś w południowo-zachodniej Bułgarii, w obwodzie Błagojewgrad, w gminie Bansko. Zarządzającym jest Mariyana Parlapanova. 